# Natuurpark Las Batuecas-Sierra de Francia

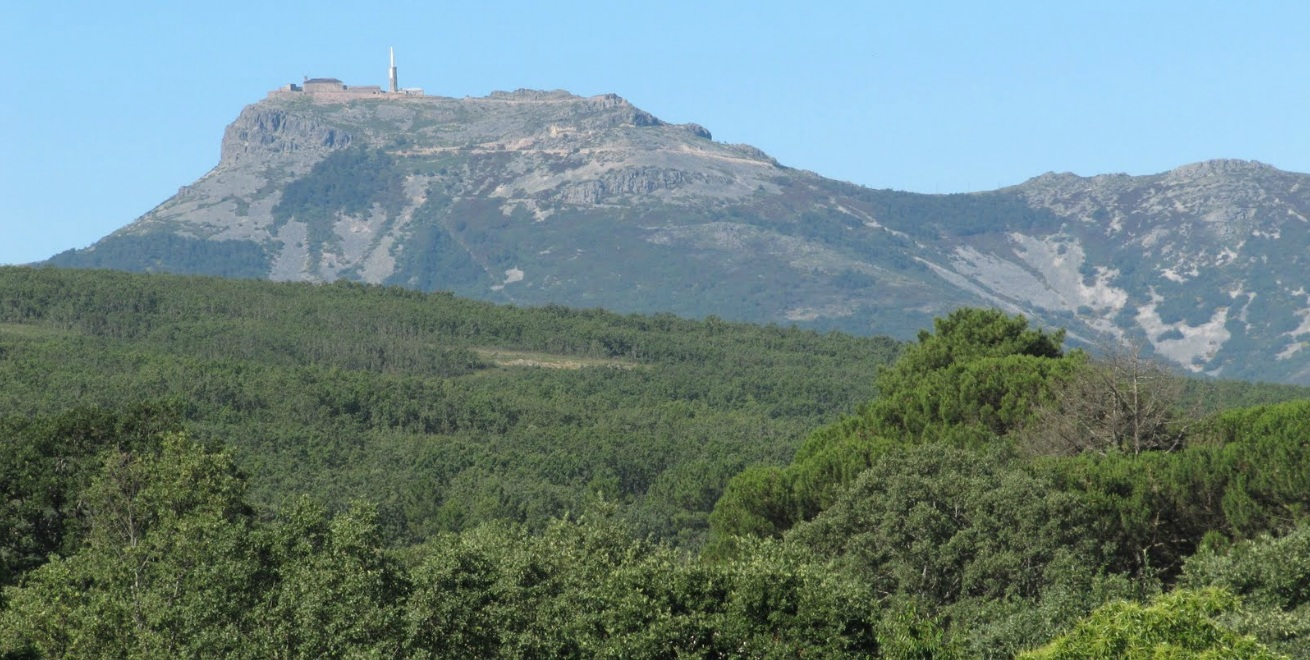

Het Natuurpark Las Batuecas-Sierra de Francia (Spaans: Parque natural de Las Batuecas-Sierra de Francia) is een natuurpark in Castilië en León in Spanje. Het natuurpark werd opgericht in 2000, is 32.300 hectare groot en strekt zich uit over 15 gemeenten. Het natuurpark omvat bergen van het Castiliaans Scheidingsgebergte en bossen. 
Het park is ook Unesco-biosfeerreservaat. In het park komt das, ree, edelhert, everzwijn, zwarte ooievaar voor.